# Neotypus coreensis
Neotypus coreensis là một loài tò vò trong họ Ichneumonidae.